# Suwa (Klan)

Wappen (Mon) des Suwa-Klans: Eichenblätter.

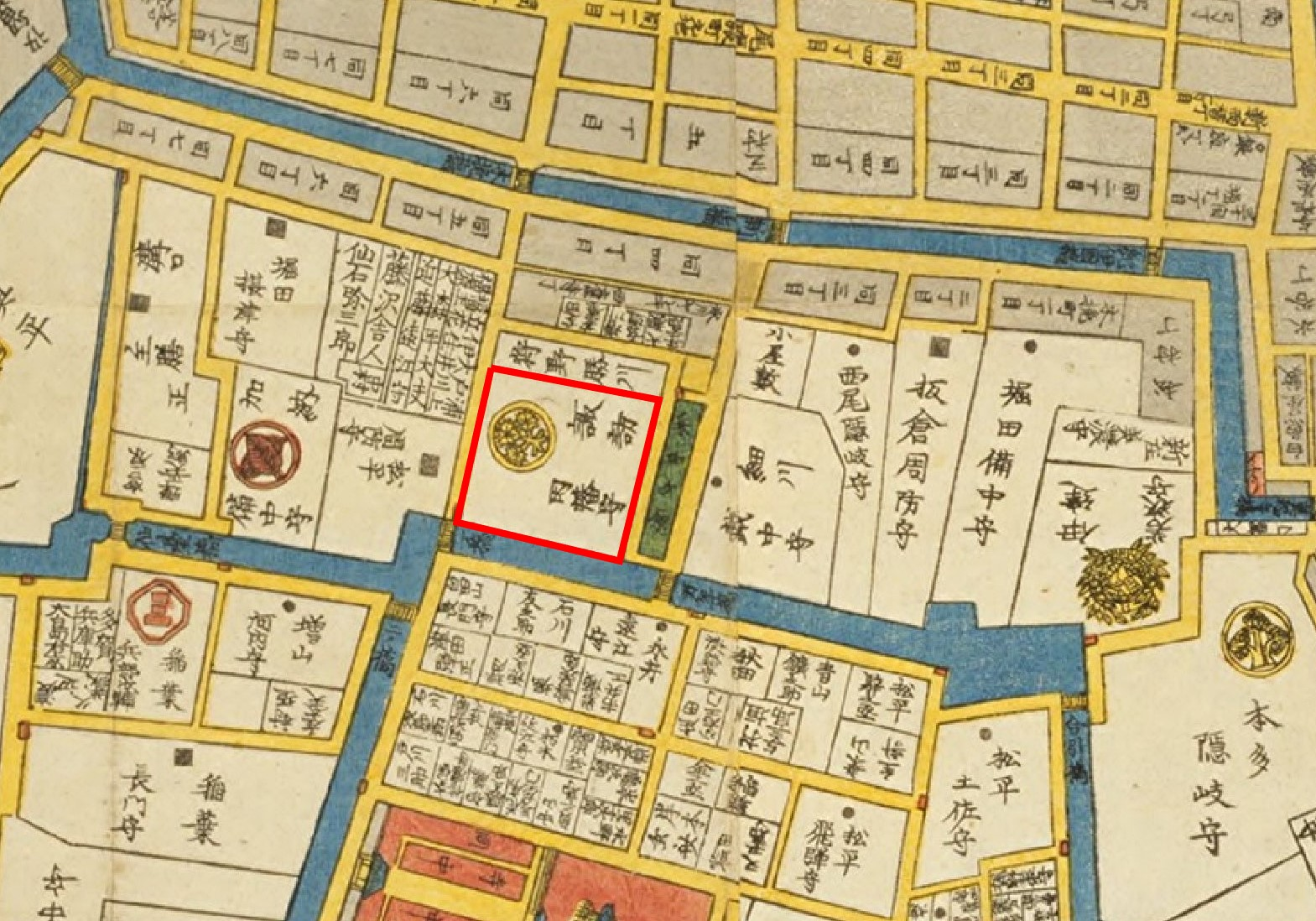
Residenz Suwa in Edo

Die Suwa (japanisch 諏訪氏, Suwa-shi)  waren eine Familie des japanischen Schwertadels (Buke), die sich von Minamoto Mitsumasa, einem Bruder von  Mitsunaka (Seiwa Genji) ableitete. Mit einem Einkommen von 30.000 Koku gehörten die in Suwa (Präfektur Nagano) residierenden Suwa in der Edo-Zeit zu den kleineren Fudai-Daimyō.

## Genealogie
- Morishige (盛重;), Nachkomme Mitsumasas in der 9. Generation, war der Erste, der den Namen Suwa annahm. Besonders in der Sengoku-Zeit gerieten die Suwa oft mit ihren Nachbarn aus der Provinz Kai, dem Takeda-Klan, in kriegerischen Auseinandersetzungen aneinander.
- Yorishige (寄茂; † 1542) kämpfte über eine längere Zeit gegen Takeda Shingen, der seine Domänen übernehmen wollte. Nachdem beide Seiten Frieden geschlossen hatten, ging er nach Kōfu, wo er auf verräterische Weise von Itagaki Nobukata festgenommen wurde. Daraufhin nahm er sich das Leben.

Die Suwa dienten den Takeda einige Zeit als Vasallenhaus, nach der vernichtenden Niederlage der Takeda in der Schlacht von Nagashino jedoch erhoben sie sich erneut in den Rang eines unabhängigen Feudalherrenhauses, Sengoku Daimyō
- Yoritada (頼忠: 1536–1606), der auf der Seite Tokugawa Ieyasus kämpfte, erhielt zunächst 1592 Sōsha (Provinz Kōzuke) mit 15.000 Koku, konnte dann zu Beginn der nun im Jahr 1601 auf das (han) Suwa in der Provinz Shinano zurückkehren, wobei sein Einkommen auf 30.000 Koku erhöht wurde. Die Suwa residierten dort auf der Burg Takashima (Shinano) bis zur Meiji-Restauration und erhielten danach den Titel eines Vizegrafen.